# Santos Inzaurralde
Santos Inzaurralde Rodrigo (Minas, 5 de julio de 1925 - Ib., 1 de marzo de 2013) fue un poeta y político uruguayo.

## Biografía
Santos Inzaurralde Rodrigo fue un poeta y político uruguayo. Fue creador del Festival Minas y Abril junto a Santiago Chalar con quien además grabó varios de sus textos, como por ejemplo "Minas y abril" o "Pida Patrón".
En su actividad política fue edil y diputado de Lavalleja por el Partido Nacional. Ocupó la dirección de la Casa de la Cultura de Lavalleja en 1999.
Falleció el 1 de marzo de 2013, siendo enterrado en el cementerio Central de la ciudad de Minas.